# Ein Dorf ohne Männer
Ein Dorf ohne Männer ist eine Komödie von Ödön von Horváth. Das Stück wurde am 24. September 1937 am Neuen Deutschen Theater in Prag uraufgeführt. Das „Lustspiel in sieben Bildern“ (so die Untertitelung von Horváth) beruht auf Motiven des Romans „Szelistye, das Dorf ohne Männer“ des Ungarn Kálmán Mikszáth. Das Manuskript des Dramas wird im Literaturarchiv der Österreichischen Nationalbibliothek aufbewahrt.

## Handlung
In Szelistye, einem Dorf in Siebenbürgen leben keine Männer mehr. Diese waren für den Vater des jetzigen Grafen von Hermannstadt in die Türkenkriege gezogen und dort ausgerottet worden. Neue Männer zieht es aber nicht in das Dorf, weil die dortigen Frauen ausgesprochen hässlich sind.
Die Frauen wollen aber Männer und auch der junge Graf von Hermannstadt will, dass sie wieder Männer bekommen – denn nur so werden die Felder im Dorf ordentlich bestellt und damit die Einnahmen des Grafen gesichert. Eine Abordnung von Frauen aus Szelistye sucht den König auf und bittet darum, ihnen Männer zu schicken. Der Statthalter sagt dies zu, worauf der König die Bedingung stellt, dass ihm zunächst drei schönere Einwohnerinnen des Dorfes vorgeführt werden sollten. Da es solche aber nicht gibt, spinnen der Graf und ein Bader eine Intrige: Sie schicken die Braut eines jungen Wirts, eine Badmagd und die Frau des Grafen als angebliche Schöne aus Szelistye ins Jagdschloss des Königs. Dort trifft der König inkognito ein und deckt schließlich das ganze Ränkespiel auf. Am Ende wendet sich dank eines Einfalls der Frau des Grafen dann doch alles zum Guten, als sie dem König vorschlägt:

„Szelistye ist doch so lieblich – die Erde ist gut, der Wald ist dicht, sauber die Höfe und jeder hat sein Feld. Gewiß, die Frauen sind wirklich nicht schön, das stimmt – aber sind denn alle Männer schön? Gibts denn unter Euch Männern nur Schönheiten? Gebt doch den häßlichen Weibern häßliche Männer – Ihr werdet schon welche finden, und wenn nicht, dann will ich Euch, Majestät, gerne beim Suchen helfen.“

## Verfilmungen
- 1963: Ein Dorf ohne Männer, ZDF, Regie: Axel Corti, Schauspieler u. a.: Matthias Fuchs, Walther Reyer, Sonja Sutter.
- 1969: Ein Dorf ohne Männer, Koproduktion Bayerischer Rundfunk/ORF, Regie: Michael Kehlmann, Musik: Gerhard Bronner, Schauspieler u. a.: Peter Weck = König von Ungarn, Rolf Boysen = Der Graf von Hermannstadt,  Ernst Waldbrunn = Statthalter, Eric Pohlmann = Bader, Heidelinde Weis = Die Blonde, Hertha Martin = Die Rote, Chariklia Baxevanos = Die Schwarze, Manfred Inger = Hofbeamte/Statthalter.